# Chloé Zhao
Zhao Ting (en chino, 赵婷; Pekín, 31 de marzo de 1982), más conocida cómo Chloé Zhao, es una directora, productora y guionista china. Obtuvo un gran reconocimiento por su trabajo en el aclamado filme Nomadland, por el cual recibió el premio a la mejor película y mejor dirección en la 93.ª entrega de los Premios Óscar, convirtiéndose en la segunda mujer en ganar dicho galardón tras la estadounidense Kathryn Bigelow. Adicionalmente ha ganado, entre otros, dos  Premios BAFTA, dos Globos de Oro, un Premio del Sindicato de Directores y tres Premios de la Crítica Cinematográfica.

## Trayectoria
Zhao nació en Pekín, China, pero pasó su adolescencia en Brighton, Inglaterra. Estudió ciencias políticas en Mount Holyoke College, después de lo cual se apuntó a un programa de dirección de cine de la Universidad de Nueva York.
Hizo su película debut con Songs My Brothers Taught Me. La película se estrenó en el Festival de Cine de Sundance de 2015 como parte de la competición oficial de Estados Unidos. Más tarde se reprodujo en el Festival Internacional de Cine de Cannes como parte de la selección del Director. Fortissimo Films adquirió la película como su agente de ventas internacionales. La película fue estrenada en cines de Francia por Diaphana Distribution.

## Reconocimientos
En 2017, fue premiada en el Festival Internacional de Cine de Cannes por su película The Rider. En 2020, Zhao ganó el León de Oro en el Festival Internacional de Cine de Venecia y el Premio del Público en el Festival Internacional de Cine de Toronto por su película Nomadland.

## Filmografía
| Año  | Película                    | Director | Productor | Guionista |
| ---- | --------------------------- | -------- | --------- | --------- |
| 2015 | Songs My Brothers Taught Me | Sí       | Sí        | Sí        |
| 2017 | The Rider                   | Sí       | Sí        | Sí        |
| 2020 | Nomadland                   | Sí       | Sí        | Sí        |
| 2021 | Eternals                    | Sí       | No        | Sí        |
| 2025 | Hamnet                      | Sí       | Sí        | Sí        |
| TBA  | Drácula                     | Sí       | No        | Sí        |

## Premios y distinciones
Premios Óscar
| Año  | Categoría            | Película  | Resultado | Ref.  |
| ---- | -------------------- | --------- | --------- | ----- |
| 2020 | Mejor película       | Nomadland | Ganadora  | [ 6 ] |
| 2020 | Mejor director       | Nomadland | Ganadora  | [ 6 ] |
| 2020 | Mejor guion adaptado | Nomadland | Nominada  | [ 6 ] |
| 2020 | Mejor montaje        | Nomadland | Nominada  | [ 6 ] |

Globos de Oro
| Año  | Categoría              | Película  | Resultado | Ref.  |
| ---- | ---------------------- | --------- | --------- | ----- |
| 2020 | Mejor película - Drama | Nomadland | Ganadora  | [ 7 ] |
| 2020 | Mejor director         | Nomadland | Ganadora  | [ 7 ] |
| 2020 | Mejor guion            | Nomadland | Nominada  | [ 7 ] |

Premios BAFTA
| Año  | Categoría            | Película  | Resultado | Ref.  |
| ---- | -------------------- | --------- | --------- | ----- |
| 2020 | Mejor película       | Nomadland | Ganadora  | [ 8 ] |
| 2020 | Mejor dirección      | Nomadland | Ganadora  | [ 8 ] |
| 2020 | Mejor guion adaptado | Nomadland | Nominada  | [ 8 ] |
| 2020 | Mejor montaje        | Nomadland | Nominada  | [ 8 ] |

#### Otros premios
Premios Independent Spirit
| Año  | Categoría         | Película                    | Resultado | Ref.   |
| ---- | ----------------- | --------------------------- | --------- | ------ |
| 2015 | Mejor ópera prima | Songs My Brothers Taught Me | Nominada  | [ 9 ]  |
| 2017 | Mejor película    | The Rider                   | Nominada  | [ 10 ] |
| 2017 | Mejor dirección   | The Rider                   | Nominada  | [ 10 ] |
| 2020 | Mejor película    | Nomadland                   | Ganadora  | [ 11 ] |
| 2020 | Mejor dirección   | Nomadland                   | Ganadora  | [ 11 ] |
| 2020 | Mejor edición     | Nomadland                   | Ganadora  | [ 11 ] |

Festival Internacional de Cine de Cannes
| Año  | Categoría         | Película  | Resultado | Ref.   |
| ---- | ----------------- | --------- | --------- | ------ |
| 2017 | Premio Art Cinema | The Rider | Ganadora  | [ 12 ] |

Festival Internacional de Cine de Venecia
| Año  | Categoría   | Película  | Resultado |
| ---- | ----------- | --------- | --------- |
| 2020 | León de Oro | Nomadland | Ganadora  |

Festival Internacional de Cine de Toronto
| Año  | Categoría          | Película  | Resultado |
| ---- | ------------------ | --------- | --------- |
| 2020 | Premio del Público | Nomadland | Ganadora  |